# Luciano Castillo Domínguez
Luciano Juan de Dios Castillo Domínguez (Santiago de los Caballeros, 12 de agosto de 1938) es un antropólogo, historiador y educador dominicano. Profesor Meritísimo Fundador de la carrera de Antropología en la Universidad Autónoma de Santo Domingo, y precursor de las ciencias antropológicas en la República Dominicana. Es licenciado en Educación, mención en Historia y Literatura por la Universidad Autónoma de Santo Domingo (UASD) UASD, doctor en Ciencias de la Educación por la misma alta casa de estudios y doctor en Etnología (Antropología Social y Cultural) por la Universidad de París I (Sorbonne-Panthéon). 

## Biografía
Nació en Santiago de los Caballeros el 12 de agosto de 1938. Sus padres fueron Domingo Antonio Castillo Ramírez, de ocupación barbero, gremialista y político, y su madre, Rosa Melida Domínguez Álvarez, dedicada a los quehaceres domésticos. Es el quinto hijo de un hogar de siete.
Sus estudios preuniversitarios los realizó sucesivamente en la escuela primaria Paraguay, la escuela intermedia México y los liceos secundarios Ulíses Francisco Espaillat (diurno) y Salvador Cucurullo (nocturno) en la ciudad de Santiago de los Caballeros.
Entre 1956 y 1959, trabajó ayudando a los padres Misioneros del Sagrado Corazón en la parroquia Nuestra Señora de la Altagracia y sintiéndose con vocación sacerdotal, ingresó en el seminario menor Santo Tomás de Aquino en la capital dominicana donde estuvo en los años 1958-1959. Además, fue miembro de la Asociación de jóvenes de la Altagracia y fue aficionado a la práctica del deporte como el voleibol y el juego de pelota.
A pesar de la manifiesta adhesión pública obligatoria a la dictadura de Rafael Leónidas Trujillo Molina, se enroló en un grupo opositor barrial al régimen, y luego de la caída de este militó pasivamente en el Movimiento Revolucionario 1J4 hasta su desaparición.

## Carrera académica
Inicia en 1968 como profesor provisional en el recién creado Departamento de Letras de la Facultad de Humanidades de la Universidad Autónoma de Santo Domingo, cargo que tuvo que interrumpir a mitad de año por su salida hacia Francia a realizar estudios de perfeccionamientos docentes en la Universidad de París. A su regreso, se inserta en el cuerpo docente de la Universidad Autónoma de Santo Domingo en los Departamentos de Pedagogía, Sociología y de Historia y Antropología, en este último fue nombrado director del Instituto Dominicano de Investigaciones Antropológicas (INDIA), cargo que desempeñó  desde el año 1973 hasta 1976, y posteriormente fue elegido director del Departamento de Historia y Antropología en 1978, cargo que ocupó hasta 1984.
En el ejercicio de la dirección de dicho departamento, promovió y fundó la carrera de Antropología en el año 1980. Entre 1987-1990, fungió como Decano de la Facultad de Humanidades. 